# Samuel Gustaf Stierneld
Samuel Gustaf Stierneld, född på Dagö den 26 december 1700, död den 4 februari 1775 på Skattmansö i Västmanland, var svensk militär och friherre (från 1751). Han blev överste år 1747 och fältmarskalk år 1772. Han var son till Lars Stierneld och far till Adolf Ludvig Stierneld.
Stierneld var i sin ungdom page hos Karl XII och rönte av honom mycken välvilja. Han har själv berättat, hur, då han trött av dagens ansträngningar ibland insomnade på sin post, konungen höljde sin kappa på honom samt sedan smög sig ut ur tältet för att oförmärkt ta den tillbaka, då timmen nalkades, på vilken Stierneld hade order att väcka konungen. Utnämnd till fänrik 1718, tjänstgjorde han såsom ordonnans hos general Dücker, när Karl XII föll vid Fredrikshald, och skickades då av generalen att för hertigen av Holstein tillkännagiva konungens död.
Stierneld befordrades under den följande tiden till löjtnant 1737. Liksom så många andra officerare såg Stierneld i ett krig med Ryssland ett medel att på en gång främja fosterlandets ära och sin egen karriär. Vid riksdagarna 1738–39 och 1740–41, vid den sistnämnda medlem av sekreta utskottet, var han också outtröttlig i sina ansträngningar att få ett sådant till stånd. På slagfältet visade han sig dock inte i handling lika karsk som förut i ord utan anförde som adjutant hos generalen greve Lewenhaupt en deputation till denne med yrkande på krigets avslutande.
Efter kriget befordrades han till kapten vid Livgardet 1744 samt till överste vid Västmanlands regemente 1747. Ännu vid 1746–47 års riksdag ansågs Stierneld för nog rättrogen hatt att inrymmas plats i sekreta utskottet. Men sedan brytningen inträtt mellan detta parti och det unga hovet, ställde sig Stierneld liksom många andra militärer på det senares sida. Vid riksdagarna 1751–52 och 1755–56 lämnade han också hovpartiet sitt stöd i dess strävanden efter ökad konungamakt och belönades 1751 med friherrebrevet.
Han deltog därefter i pommerska kriget och befordrades därunder till generalmajor, blev 1764 generallöjtnant, 1770 chef för Jämtlands regemente och 1772 general. När hovet på 1760-talet åter började närma sig hattarna, följde Stierneld i dess kölvatten och uppmuntrades vid 1769–70 års riksdag med ledamotskap av sekreta utskottet. Efter statsvälvningen ville Gustav III övertala honom att ta avsked från sin chefsbefattning för jämtlänningarna och lovade honom i ersättning fältmarskalkstaven. Stierneld ingick på förslaget så till vida, att han 1773 mottog fullmakten som fältmarskalk, men "glömde" att lägga in om sitt avsked och reste ännu året före sin död upp till sitt regemente i Jämtland.